# Маргарита Люксембургская (королева Венгрии)
Маргарита Люксембургская (Маркета; чеш. Markéta Lucemburská) или Маргарита Богемская (нем. Margarethe von Böhmen; 24 мая 1335, Прага — 7 сентября 1349, Вишеград, Пешт) — королева-консорт Венгрии в браке с Людовиком I Великим. Старшая дочь императора Священной Римской империи Карла IV и его первой супруги Бланки Валуа.

## Биография
Маргарита была обручена в возрасте двух лет с Амадеем VI, графом Савойи, договор был подписан 7 марта 1338 года. Позже помолвку расторгли, и Амадей женился на кузине Маргариты, Бонне де Бурбон.
В 1342 году в возрасте семи лет Маргарита вышла замуж за короля Венгрии Людовика I Великого.
Брак длился семь лет и был бездетным, вероятно, из-за юного возраста Маргариты. Королева умерла в 1349 году в возрасте четырнадцати лет будучи ещё несовершеннолетней и вероятно была похоронена в базилике Секешфехервар. Маргарита пережила свою мать Бланку Валуа всего на год. Четыре года спустя Людовик I женился на Елизавете Боснийской.